# محمد بن عبد الملك الطويل
محمد بن عبد الملك الطويل (المتوفي عام 302 هـ) والي وشقة من قبل الدولة الأموية في الأندلس في أواخر القرن التاسع الميلادي ومؤسس سلالة بني الطويل. واستطاع أن يكون منطقة حكم شبه ذاتي في منطقته، بعيدًا عن سلطة الدولة، وكانت له علاقاته الخارجية والعسكرية مع الحكام المسلمين والمسيحيين المجاورين، ومنهم كونتية برشلونة وكونتية بليارش وكونتية أراغون ومملكة نافارا وبني قسي في الثغر الأعلى. أسس محمد الطويل لحكم أسرة بني الطويل، التي حكمت وشقة وبربشتر ولاردة لفترات متقطعة على مدى قرن، إلى أن غلبهم عليها بنو تجيب حكام سرقسطة.

## تاريخه
ينتمي محمد الطويل إلى أسرة من أشراف مولدي الأندلس، فنسبه هو محمد بن عبد الملك بن عبد الله بن شبريط بن راشد بن شبه. وقد كان جده شبريط أحد الزعماء المحليين في وشقة. وقد عرف بالطويل لطوله المفرط.
بدأ ظهور الطويل عندما انقلب على مسعود بن عمروس حاكم وشقة وقتله في 8 شوال 277 هـ، ثم أعلن ولائه للأمير عبد الله بن محمد، فأقره على ولاية وشقة. وعندما تمرد إسماعيل بن موسى القسوي في لاردة ضد سلطة الإمارة. فأعد محمد الطويل كمينًا لجيش بني قسي الذي قاده ابني إسماعيل موسى والمطرف، فقتل موسى وثلاثمائة من جنوده، وأسر المطرف. أدت تلك الهزيمة ووفاة إسماعيل بن موسى بعد ذلك، لإنهاء تمرد بني قسي، مما دعى الطويل لأن يطلب من الأمير عبد الله بن محمد بن عبد الرحمن أن يولّيه على مناطق بني قسي، إلا أن الأمير ولّى محمد بن لب بن موسى القسوي مكان عمه إسماعيل. وفي عام 280 هـ/893م، شهد محمد الطويل تنصيب الملك فرتون غارسيز ملك نافارا، مع منافسه محمد بن لب. بعد ثلاث أعوام، اشتبك الطويل مع قوات بني قسي بقيادة لب بن محمد بن لب، التي كانت في طريقها لحصن منتشون، إلا أن لب استطاع هزيمة قوات الطويل وأسر أخيه فرتون بن عبد الملك.
وفي عام 285هـ/898م، انتهز الطويل فرصة وفاة محمد بن لب، وهو يحاصر سرقسطة لاستعادة ما فقده بهزيمته أمام لب بن محمد بن لب، فسار بالمدد لحلفاؤه من بني تجيب في سرقسطة، وأغار على قوات بني قسي. إلا أن لب بن محمد حين علم بذلك، تحرك بقوة قرب وشقة، وأعد كمينًا لمحمد الطويل، وهزمه وأسر محمد الطويل. وأجبره على التنازل عن بربشتر والأراضي الواقعة بين وشقة ومنتشون، ودفع فدية قدرها 100,000 دينار، وترك ابنه عبد الملك وابنته السيدة وبعض بنو عمومته كرهائن لضمان تسليم المال. ثم تزوج لب بن محمد من السيدة بن محمد الطويل، وتنازل له عن نصف الفدية. ولم يرد ذكر الطويل في السنوات التالية، ربما لتحوله لقتال جيرانه المسيحيين في الشمال، عاد الطويل للظهور عام 294 هـ بعد مقتل لب بن محمد، عندما انتزع حصون بربشتر والقصر وبربطانية من أيدي بني قسي. ثم ضم حصن منتشون ولاردة في العام التالي.

## معاركه مع الممالك المسيحية

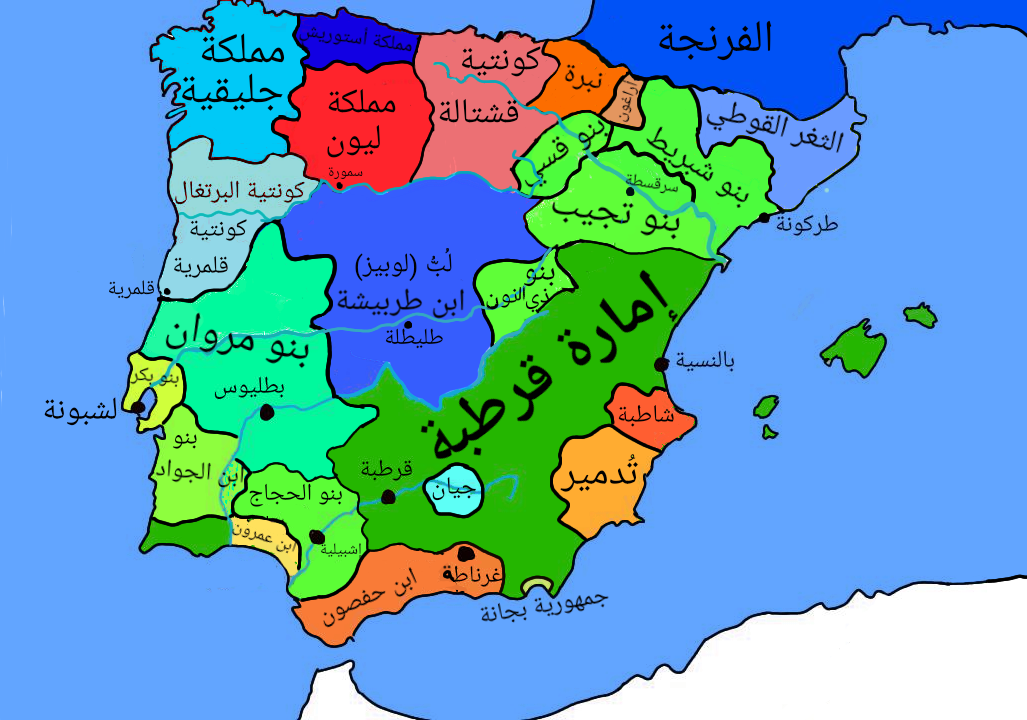
منطقة حكم محمد الطويل في أقصى اتساع لهم سنة 912 ميلادية

في المحرم 296 هـ/أكتوبر 908م، شن محمد الطويل حملة على كونتية بليارش. وقد عرض حصن روطة [الإنجليزية] التسليم ودفع الجزية، إلا أن الطويل رفض ودمر الحصن. واستطاع الاستيلاء على حصن أولاية في كونتية بليارش عام 290 هـ، وأسر 300 أسير ثم أطلقهم مقابل فدية قيمتها 13,000 دينار. وفي عام 299هـ/911م، هاجم الطويل أراضي نسيبه غاليندو أثناريز الثاني في أراغون. ثم تحالف مع قوات عبد الله بن محمد بن لب القسوي، لتوجيه ضربة ضد بنبلونة، وحقق بعض النجاح في ذلك، إلا أن سانشو الأول ملك نافارا استطاع استعادة المدينة. شهد العام التالي حملة لمحمد الطويل ضد سونير كونت برشلونة، أضطر فيها سونير للفرار من ميدان المعركة. ورغم ذلك، فقد شهدت حملة محمد الطويل التالية على برشلونة مقتله في 20 ربيع الأول 301 هـ/23 أكتوبر 913م.

## الأسرة وخلفاؤه
تزوج محمد الطويل من سانشا أثنار ابنة أثنار غاليندز الثاني [الإنجليزية] كونت أراغون وحفيدة غارسيا إنيغيز ملك نافارا، وقد أنجبت له أربعة أبناء عبد الملك وعمروس وفرتون وموسى أثنار وابنة واحدة اسمها السيدة (تسميها المصادر الأجنبية فيلاسكيتا) التي تزوجت من لب بن محمد بن لب القسوي. كما أنجب يحيى ولب والوليد من امرأة أخرى.
بعد وفاته حكم عبد الملك وشقة وبربشتر، بينما حكم عمروس منتشون. ثم انقلب عمروس على أخيه عبد الملك، وأسره ثم قتله. ثم غلب لب بن محمد القسوى عمروس على منتشون، فلجأ عمروس للتحالف مع سانشو الأول ملك نافارا وكونت ريباغورثا لاستعادة الحصن. قضى عمروس بعد ذلك فترة حكمه في قتال أخيه فرتون وبني قسي وبني تجيب، وأسر في إحدى تلك المعارك إلا أنه افتدى نفسه. ودخل في طاعة الخليفة عبد الرحمن الناصر لدين الله عام 321 هـ، إلى أن مات في 2 رجب 323 هـ. فخلفه أخاه فرتون، تحالف فرتون مع محمد بن هاشم التجيبي ضد عبد الرحمن الناصر، الذي بعث بجيش سحق وشقة، ففر فرتون لفترة إلى أن قرر الذهاب لقرطبة والدخول في طاعة الخليفة عام 325 هـ. وولاه الخليفة ماردة، وأقر أخيه يحيى على وشقة الذي ظل يحكمها حتى عام 340 هـ. ورغم دخول فرتون في طاعة الأمير، إلا أنه منع جنوده عن المشاركة في معركة سيامنقة، ولم تمض مدة حتى أسره سلامة بن أحمد بن سلامة قرب قلعة أيوب، وذهب به إلى قرطبة، فأمر الخليفة بصلبه أمام القصر.
في عام 340 هـ، خلف لب بن محمد الطويل أخاه يحيى على بربشتر إلى أن توفي بعد أربع أعوام، وخلفه ابنه يحيى بن لب. بينما خلف موسى أثنار بن محمد الطويل أخاه يحيى على لاردة ووشقة، وتوفي عام 343 هـ. فخلفه ابنه عبد الملك بن موسى. وانتهى حكم الأسرة نهائيًا بعدما غلبهم بنو تجيب عام 362 هـ.